# Barbara Canepa
Barbara Canepa (Genova, 19 gennaio 1969) è una fumettista italiana, nota come disegnatrice assieme ad Alessandro Barbucci, per la Disney Italia e come co-creatrice di W.I.T.C.H., Monster Allergy e Sky Doll.

## Biografia
Nasce il 19 gennaio del 1969 a Genova.
Inizia a frequentare l'Università di Architettura e dopo lavora come grafica pubblicitaria per lo spazio espositivo della Fiera di Milano “Parco di Novegro”.
Nel 1996 inizia la sua collaborazione con la Disney Italia come illustratrice per libri, periodici e licensing. Nel 1997 realizza le illustrazioni per la campagna pubblicitaria "Disney Babies" e per i tre anni successivi collabora a progetti per la rivista "La sirenetta" tra le copertine e una decina di storie a fumetti. Contemporaneamente prende parte al Corso Avanzato di Tecniche Pittoriche tenuto da G.B.Carpi presso l'Accademia Disney per due anni.
I suoi quadri ad olio sono stati esposti in varie mostre in tutt'Italia. Dal 1998 collabora pure come illustratrice con Clementoni, De Agostini e Disney Records. Partecipa anche a diversi progetti creativi come illustratrice, character designer e grafica per la Walt Disney Company Italia.
Con Alessandro Barbucci realizza diverse storie a fumetti e illustrazioni per PK ed altri fumetti.
Nel 1997 la coppia Barbucci e Canepa collabora con l'autrice Elisabetta Gnone alla creazione di W.I.T.C.H., serie a fumetti della Disney italia: partecipano alla stesura del soggetto, realizzano i personaggi, i background e lo stile grafico, registico e coloristico. Pubblicata in 71 paesi, la serie riscuote un enorme successo in tutto il mondo, arrivando a vendere più di 40 milioni di copie prima della chiusura del 2012. È il 4° magazine più venduto al mondo. Tiene anche il “corso di colore” ad altri 4 artisti Disney per W.I.T.C.H..
Lasciata la Disney, nel 2000, la coppia Barbucci e Canepa si dedica ad un nuovo progetto per l'editore francese Soleil, la serie fantasy-fantascientifica a fumetti Sky Doll, tradotta anche in altri paesi e pubblicata in Italia da Vittorio Pavesio Productions. Nei primi anni 2000 la coppia viene coinvolta da Francesco Artibani e Katja Centomo nella creazione della serie Monster Allergy, pubblicata per il nuovo marchio di casa Disney Buena Vista Comics.
Dal 2015 è la curatrice della collana di fumetti Métamorphose pubblicata dalla casa editrice francese Soleil di cui fa parte anche il fumetto co-realizzato con Anna Merli, E.N.D. - Elisabeth.

## Pubblicazioni
- W.I.T.C.H. (2001- primi 5 numeri), Walt Disney Company
- Monster Allergy, Walt Disney Company, Buena Vista
- Sky Doll con Alessandro Barbucci,

1. Tomo 0: Doll's Factory (2002)
2. Tomo 1: La città gialla (2000)
3. Tomo 2: Acqua (2002)
4. Tomo 3: La città bianca (2006)
5. Tomo 4: Sudra (2016)
6. Sky Doll Spaceship Collection (2007)
7. Sky Doll Lacrima Christi Collection (2009)
8. Sky Doll Decade (2010)

- E.N.D. - Elisabeth (co-realizzato con Anna Merli) BAO Publishing, 2012, ISBN 978-88-6543-125-2